# Col d'Artouste
Pour les articles homonymes, voir Artouste (homonymie).
Le col d'Artouste est un col de montagne pédestre des Pyrénées à 2 472 mètres d'altitude à cheval dans les départements français des Hautes-Pyrénées (dans le Lavedan) et des Pyrénées-Atlantiques (en Béarn), en Occitanie et en Nouvelle-Aquitaine.
Il relie la vallée d'Ossau à l'ouest et la vallée d'Arrens.

## Toponymie
Il paraît s'agir d'un dérivé du pré-latin arte (« broussailles »).

## Géographie
Le col d'Artouste est situé entre le pic de Palada (2 681 m) au nord, et le pic de Batbeilh ou de Batboucou (2 586 m) au sud.
Il surplombe le lac d'Artouste (1 997 m) à l'ouest et le lac de Migouélou (2 278 m) à l'est.

## Protection environnementale
Le col est situé dans le parc national des Pyrénées et fait partie d'une zone naturelle protégée, classée ZNIEFF de type 1.

## Voies d'accès
Le versant ouest, côté Pyrénées-Atlantiques est accessible par le sentier au départ du lac d'Artouste en direction des lacs de Carnau.
Le versant est côté Hautes-Pyrénées est accessible par le sentier au départ du refuge de Migouélou.